# XW-1
XW-1 (chinesisch 希望一號 / 希望一号, Pinyin Xīwàng Yīhào, auch Hope-OSCAR 68) ist der erste chinesische Amateurfunksatellit. Xiwang bzw. XW bedeutet Hoffnung.
Der Satellit verfügt über einen 50 kHz breiten Lineartransponder sowie über einen weiteren Umsetzer für FM-Sprechfunk und ein Packet-Radio-BBS. Die Frequenzen wurden von der IARU koordiniert.

## Mission
XW-1 wurde am 15. Dezember 2009 mit einer Rakete vom Typ Langer Marsch 4 vom Kosmodrom Taiyuan in eine LEO-Umlaufbahn gestartet.
Die Telemetriebake konnte schon kurz nach dem Start empfangen werden. Am 16.12.09 um 1236 UTC führten die Stationen JE1CVL, JH1EKH, BD4SY, JF2CTY, JH1BCL und JA5BLZ über den Lineartransponder erfolgreich QSOs.
Am 21. Dezember 2009 wurde durch den OSCAR-Nummer-Koordinator der AMSAT-NA die Bezeichnung Hope-OSCAR-68 bzw. HO-68 verliehen.
Am 11. Juli 2010 wurde über diesen Satelliten ein Entferungsrekord von 7.742 km über den FM-Repeater zwischen der polnischen Station SP8CGF in KO10OR und der amerikanischen Station KR1RVT in FN34JK erzielt.
Anfang 2011 fiel der Lineartransponder aus. Alan Kung, BA1DU berichtete, dass für den Ausfall ein fehlerhaftes Relais verantwortlich ist. Infolgedessen sendet der Satellit nur noch Telemetrie.

## Frequenzen
Telemetriebake
- HF-Leistung: 23 dBm
- Downlink 435,790 MHz CW
- Rufzeichen: BJ1SA

Lineartransponder
- HF-Leistung: 30 dBm
- Uplink:    145,925–145,975 MHz
- Downlink: 435,715–435,765 MHz

FM-Repeater
- HF-Leistung: 30 dBm
- Uplink:  145,825 MHz FM, PL 67,0 Hz
- Downlink: 435,675 MHz FM

PacSat BBS
- HF-Leistung: 30 dBm
- Uplink:    145,825 MHz  AFSK 1,2 kbps
- Downlink: 435,675 MHz  AFSK 1,2 kbps
- Broadcast: BJ1SA-11,  BBS:  BJ1SA-12